# Alectorolophus sororum
Alectorolophus sororum är en insektsart som beskrevs av Willy Adolf Theodor Ramme 1941. Alectorolophus sororum ingår i släktet Alectorolophus och familjen gräshoppor. Inga underarter finns listade i Catalogue of Life.